# 차드호저빌
차드호저빌 또는 차드호테터릴(Taterillus lacustris)은 쥐과에 속하는 저빌의 일종이다. 카메룬과 나이지리아에서 발견된다. 자연 서식지는 건조 사바나 지대와 아열대 또는 열대 기후 지역의 건조 관목 지대, 농경지이다.